# 日本人口老龄化

2010年至2100年的人口金字塔图（预测）

日本人口老龄化是日本社会面临的一个问题，其人口老龄化推进速度是世界上任何其他国家都未曾经历过的，其老年人口比例也超过了其他任何国家，居全球第一。2022年，日本29.0%的人口年龄在65岁以上，15.5%的人口年龄在75岁以上。
在日本，出生人数逐年减少，国民的平均预期寿命增加，急剧老龄化仍在继续，人口在2011年（平成23年）开始下降。

## 人口高龄化概述
| 定义       | 日本到达该阶段的年份 |
| ---------- | -------------------- |
| 高龄化社会 | 1970年               |
| 高龄社会   | 1994年               |
| 超高龄社会 | 2008年               |

1888年至2019年人口变化

在过去40年中，日本65岁及以上的人口数量几乎翻了两番，到2022年达到约3624万，占日本人口的29.0%。同期，14岁以下儿童的数量从1975年的24.3%下降到2021年的11.5%。1997年，老年人的人数超过了儿童。2014年，成人纸尿裤的销量更是超过了婴儿纸尿裤的销量。日本社会的高龄化发展速度，仅次于韩国。
根据目前的生育率，专家预测到2070年，65岁及以上的人口将占日本人口的38.7%，总人口将从2010年的1.28亿下降到2060年的9615万。日本东北大学的经济学家已经为这个国家的人口灭绝建立了倒计时模型。据此，在公元3776年，日本将只剩下一个孩子。

## 原因

日本平均预期寿命的推移图

日本的人口老龄化是世界上最低的生育率以及最高的预期寿命共同作用的结果。
自1974年以来，日本的总生育率（每位女性一生中的生育次数）一直低于维持人口所需的2.1，在2005年达到1.26的历史低点。2013年的生育率为1.43，这似乎是恢复的迹象，但专家认为它反映了一种“节奏效应”，从统计上看，这种效应似乎是通过改变出生的时间和数量来恢复的，并不是生育率真正在提升。结婚率下降、就业环境恶化、女性对社会参与度提高、工资下降、终身雇佣减少、性别工资差距、居住条件恶劣、儿童抚养费高等因素都在影响生育率。
日本夫妇的平均生育人数为1.94人。越来越多的年轻人在推迟或索性终生不结婚生育。从1980年到2010年，未婚人口的比例从22%增加到近30%。到2035年，每四人中就会有一个人在错过最佳育龄后结婚。日本社会学家山田昌弘创造了单身寄生族（日语：パラサイト・シングル）一词，指的是25岁到30岁后半段依赖父母生活的单身人士。
日本人的平均预期寿命为84岁，是世界上最高的（女性87岁，男性80岁）。二战结束时，女性的平均预期寿命仅有54岁，男性为50岁，自1950年代以来，医疗和营养的改进稳步提升了65岁以上的人口比例。直到1980年代，死亡率下降，平均预期寿命增加。此后，死亡率上升，到2019年增加到千分之11.1。死亡的主要原因是癌症、心脏病和脑血管疾病，这也是工业化社会的普遍现象。

## 影响

日本的人口：按年龄结构划分的人口和未来预测

人口结构的变化正在改变同代人内部和代际关系，产生新的政府责任，并改变日本社会生活的方方面面。劳动人口的老龄化和衰减引发了人们对未来劳动力、经济增长潜力以及提高国家养老金和医疗服务的担忧。

### 社会
随着人口的减少，拥挤的首都圈都会区变得更加宜居，而停滞不前的经济实际上对于劳动力减少来说并非坏事。然而，低生育率和高预期寿命已经扭转了标准人口金字塔，留下相对较少的年轻人必须在供养自己家庭的同时扶养老人人口。2014年，老年人的扶养比（15至65岁人口与65岁以上人口的比率，即劳动人口与老年人口的比率）为40%，这意味着每5人要扶养2名老年人。预计到2036年，这一比例将增加到60%，到2060年将增加到近80%。

经合组织国家每1,000 人中的老年痴呆患者

传统上，老年人应该由成年子女照顾，政府仍然鼓励由夫妻照顾的三代同居家庭。2015年，有177,600名年龄在15至29岁之间的人在照顾年迈的家庭成员。然而，年轻人向日本一线大城市的流入、女性参与就业的人口以及照顾他们的成本都在增加，日本需要新的解决方案，例如养老院、日托中心和家庭健康计划。日本每年关闭400所小学和初中，其中一些被改造成老年护理中心。许多老年人只能独居，每年有数千人在死后数天或数周内才被人发现，这种现象称为“孤独死”。
截至2012年，患有痴呆症的老年人人数约为462万，但估计到2025年这一数字将增加到约675万。此外，截至2002年9月，一半需要长期护理的人已经出现了老年痴呆症的迹象，预计未来患有痴呆的老年人数量将迅速增加。

### 政治

与老年人相关的支出占日本福利支出的比例（100 亿日元）

按年龄分列的日本人均国民医疗支出 （千日元）

首都圈是日本唯一一个由于农村地区人口流入而人口增加的地区。2005年至2010年期间，日本47个都道府县中有36个都道府县的人口缩减幅度超过 5%。废弃房屋也是一个问题（全国846万套）。前总务大臣増田寛也表示，年轻人，尤其是年轻女性，已经从农村地区搬到东京、大阪和名古屋，这些地区现在居住着日本约一半的人口。据估计，到2040年，日本约有一半的城镇可能会消失。政府成立了区域振兴措施特别委员会，特别关注札幌、仙台、广岛和福冈等区域中心城市的发展。
人口向城市迁移和人口下降导致了投票权的巨大地区差异。在一些人口稀少的地区，议会的投票权几乎是城市的三倍，这被称为“一票之差”。2014年，最高法院裁定投票权的不平等违反了宪法，但依赖农村选民的保守执政党在推进必要的重组方面进展缓慢。
老年人口比例的增加对政府支出产生了重大影响。在1970年代初期，公共养老金、医疗保健和福利服务的成本仅占日本国民收入的6%左右。然而，在1992年，国家预算的18%被花费在这些方面。截至2019年，这一比例达到了国民收入的30.88%。在1980年代中期，政府重新评估了政府和私营部门之间医疗保健和养老金的相对负担，并制定了控制政府开支的政策。

### 经济

日本的劳动力人口及其未来前景。蓝色是实际数据。
橙色是现状维持模式。绿色表示消除男女工资差距，红色表示退休年龄延长，紫色表示男女工资差距和退休年龄延长。

自1980年代以来，劳动力短缺导致女性更多走入职场。美国人口普查局在2002年估计，到2030年，日本的劳动力将减少18%，消费者将减少8%。一方面老年人大批退休，另一方面年轻一代人口正在减少，2015财年末日本的职位空缺与申请人数之比为1.25倍。劳动力市场已经出现供给短缺的现象。
由于1980年代和1990年代的劳动力短缺，许多日本公司将退休年龄从55岁提高到60岁或65岁。今天，许多员工可以选择退休后再就业。而退休人数不断增加，也给国家养老金制度带来了压力。1986年，政府将养老金领取年龄从60岁提高到65岁，养老金制度的枯竭导致退休延迟，并使那些无法推迟退休的国民陷入贫困。未来的退休年龄可能会更高。根据联合国人口司2000年发表的一项研究，日本需要将退休年龄提高到77岁，或者到2050年为止允许1700万净流入移民，以补偿劳动力的缺口。
农业和建筑等不太受欢迎的就业行业存在比其他行业更严重的职员短缺。日本农民的平均年龄为68.4岁。三分之一的建筑工人年龄在55岁以上，许多人预计在10年内退休，而30岁以下的工人仅占十分之一。
除非生产效率的提高能够弥补日本劳动力数量的下降，否则劳动力的减少将导致经济收缩。经合组织预测，奥地利、德国、希腊、意大利、西班牙和瑞典类似的劳动力短缺将使欧盟的经济增长在2000年到2025年期间每年减少0.4%。在日本，由于劳动力短缺，预计到2025年，经济增长每年将下降0.7个百分点，之后预计将下降0.9个百分点。

## 政府政策
日本政府正在通过鼓励生育儿童和增加劳动力，特别是增加妇女和老年人就业人数的政策来解决人口问题。安倍政府设立了“一亿总活跃国民会议”。鼓励组建家庭的措施包括扩大日托中心、为有孩子的家庭提供补贴以及由地方政府推动的婚姻中介活动。为了打击对产妇的歧视性行为，还有一些政策可以让更多女性留在工作场所，例如长期产假和其他针对怀孕歧视的法律保护。然而，作为安倍经济学经济复苏计划一部分的鼓励妇女工作的政策却受到文化障碍和陈腐传统观念的阻碍。
日本国有铁道在1973年敬老日设置了银色座椅，以应对人口老龄化问题。
一些人认为，为了弥补劳动力短缺，应该放宽移民政策，但庆应义塾大学教授津谷典子表示，通过增加海外移民来应对日本人口下降是不现实的。政府必须支持妇女和夫妇实现工作与生活的平衡

### 工作与生活的平衡
日本的政策重点是工作与生活的平衡，以提高生育率。为了解决这些问题，日本于2010年6月颁布的《儿童保育和家庭保育休假法》为夫妇提供了一个可以抚养更多孩子的环境，作为理想的工作与生活平衡目标的一部分。
该法律规定父亲有机会在孩子出生后享受最多八周的休假，并为学前班儿童的父母提供福利，包括：儿童受伤或患病、应员工要求限制每月24小时以上的加班以及夜班、缩短员工工作时间和员工弹性工作时间等。
该法的目的是：女性就业率（从65%增加到72%）、每周工作60小时以上的劳动者比例（从11%减少到6%）、每年享受带薪休假的比率（从47%增加到100%）、育儿假的比率（女性从72%增加到80%，男性从6%增加到10%），以及男性在有6岁以下儿童的家庭中花在育儿和家务上的时间（从每天1小时增加到2.5小时）。
2023年6月，岸田首相在内阁会议上批准了“儿童未来战略政策”，旨在实现“不同层面的少子化对策”。扩大儿童津贴的核心内容是取消收入限制，并将享受对象从“初中生以下”扩大到“高中生以下”。第一个和第二个孩子的津贴从0岁到2岁每月为15,000日元，从3岁到高中生为止每月为10,000日元。从第三个孩子起，0岁至高中生每月费用为30,000日元。目标是建立“每个孩子都可以上幼儿园的制度”（暂定名），无论工作要求如何，都可以按小时灵活使用，并在2024年全面实施。政府的目标是到2025财年提高“产后爸爸陪护假”的福利，并鼓励男性休育儿假。在确保财政资源方面，计划在年底前落实具体措施。该战略政策明确提出“不增加消费税和其他税种”，目标是“彻底进行支出改革，不增加国民的实际负担”。政府表示将在2028财年之前确保稳定的财政资源，并表示将使用儿童特别公债来弥补财政资金的不足。

## 与其他国家比较

经合组织国家每一名老年人口（65岁+）对应的劳动年龄人口（20-64岁）。
深橙色是2012年的情况，浅褐色是2050年的预测情况。

日本65岁及以上的人口在24年间大约增加了一倍，从1970年占总人口的7.1%增加到1994年的14.1%。2018年，韩国是人口老龄化最快的国家，18年内翻了一番。意大利用了61年，瑞典用了85年，法国用了115年。日本的100岁以上人口也比任何其他国家都多（2014年为58,820人，即每10万人中有42.76人）。世界上大约五分之一的百岁老人生活在日本，其中87%是女性。
与日本相比，更开放的移民政策使得澳大利亚、加拿大和美国在生育率较低的情况下仍能增加劳动力。但日本的政治家和国民拒绝将扩大移民作为解决人口问题的抓手。这其中包括对外国人犯罪的恐惧、保护文化传统的愿望以及对日本人种族同质性的追求。
日本的人口老龄化问题处于全球最严重的队列，东亚其他国家也紧随其后。在中国，由于现代化和持续了40多年的计划生育政策，人口峰值在2022年出现，并步入负增长阶段。韩国的生育率是经合组织成员国中最低的（2014年为1.21），2020年后该国已进入人口下降时代。新加坡、台湾、香港和其他国家也在努力将生育率从创纪录的低点提高并应对人口老龄化。世界上超过三分之一的老年人（65岁及以上）生活在东亚和太平洋地区，日本的老龄化问题也正在成为其他地区关注的问题。
印度的人口老龄化程度与日本相似，但比日本晚了50年。将1950年至2015年印度和日本的人口与2016年至2100年的估计相结合，可以看到印度的老龄化比日本推后 50年。